# Kevin Martins
Kevin Maussi Martins (Milano, 31 gennaio 2005) è un calciatore italiano, attaccante del Monza.

## Biografia
È figlio dell'ex calciatore Obafemi Martins  e di Elisabeth Adjo Semeha.

## Carriera

### Club
Ha iniziato a giocare nel settore giovanile del Milan per poi passare all'Inter nel 2018. Nel 2023 è passato al Monza, con cui ha debuttato nel calcio professionistico il 26 settembre 2024, nell'incontro di Coppa Italia vinto per 3-1 contro il Brescia. Tre giorni più tardi, ha debuttato anche in Serie A, nella partita contro il Napoli.

### Nazionale
Martins ha giocato con la nazionale Under-15 italiana.

## Statistiche

### Presenze e reti nei club
Statistiche aggiornate al 18 maggio 2025
| Stagione        | Squadra         | Campionato      | Campionato | Campionato | Coppe nazionali | Coppe nazionali | Coppe nazionali | Coppe continentali | Coppe continentali | Coppe continentali | Altre coppe | Altre coppe | Altre coppe | Totale | Totale | Totale |
| Stagione        | Squadra         | Comp            | Pres       | Reti       | Comp            | Pres            | Reti            | Comp               | Pres               | Reti               | Comp        | Pres        | Reti        | Pres   | Reti   |        |
| --------------- | --------------- | --------------- | ---------- | ---------- | --------------- | --------------- | --------------- | ------------------ | ------------------ | ------------------ | ----------- | ----------- | ----------- | ------ | ------ | ------ |
| 2024-2025       | Monza           | A               | 9          | 0          | CI              | 2               | 0               | -                  | -                  | -                  | -           | -           | -           | 11     | 0      |        |
| Totale carriera | Totale carriera | Totale carriera | 9          | 0          |                 | 2               | 0               |                    | -                  | -                  |             | -           | -           | 11     | 0      |        |